# Mocsai Lajos
Mocsai Lajos (Szeged, 1954. március 10. –)  magyar kézilabdaedző, volt magyar válogatott kézilabdázó. A magyar férfi kézilabda-válogatott volt szövetségi kapitánya. Egyetemi tanár, 2014 decemberétől 2021 nyaráig a Testnevelési Egyetem rektora volt. Nős, 4 gyermek édesapja. Pályafutása során női és férfi csapattal is nyert már magyar bajnokságot, mind a férfi, mind a női válogatottal világbajnoki ezüstéremig jutott, a nőivel Európa-bajnok és olimpiai ezüstérmes.

## Játékosként
1968 és 1981 között a Szegedi Tisza Volán (NB I/B-NB I), a TFSE (NB I/B), a Bp. Vasas (NB I) és a Bp. Spartacus (NB I) csapatokban játszott. 1974 és 1982 között 20-szor szerepelt a magyar felnőtt válogatottban.

## Edzőként
Az általa edzett játékosok közül kilencen játszottak a világválogatottban, kettőt (Daniel Stephant és Radulovics Bojanát) a világ legjobb játékosának választották, egy pedig (Farkas Ágnes) a világ második legjobb játékosa címet kapta.
Az Európai Kézilabda Szövetség tízéves jubileumi gáláján (2002) edzői életmű díjat kapott. A szigorú kritériumok alapján (olimpiai, világ- és Európa-bajnoki szereplés, a nemzetközi edzőképzésben való részvétel stb.) odaítélt díjat csak négy szakember kapta meg Európában.
A 2012. évi nyári olimpiai játékokon szövetségi kapitányként irányította a negyedik helyet megszerző férfi válogatottat.
2014 december 17-től kinevezték a Testnevelési Egyetem rektorának, amely tisztséget 2021-ig töltötte be.
2015 áprilisában a Magyar Kézilabda Szövetség tiszteletbeli elnökének választották.
A Debreceni Egyetem Szenátusa a 2015. június 25-ei ülésén hozott határozatában "honoris causa doctor" cím viselésére jogosította fel. A cím odaítélése annak ellenére történt, hogy az egyetem habilitációs tanácsa nagy többséggel elutasította a rektori előterjesztést.
2020 augusztusában a Magyar Egyetemi-Főiskolai Sportszövetség elnökévé választották.

## Főbb edzői sikerei a klubcsapataival
- Bajnokcsapatok Európa Kupája győztes (nők): 1982
- EHF Kupagyőztesek Európa Kupája győztes (férfiak): 1996, 2008
- Magyar bajnok (férfiak): 1983, 2008, 2009, 2010, 2011, 2012
- Magyar bajnok (nők): 1982
- Magyar Kupa-győztes (nők): 1982
- Magyar Kupa-győztes (férfiak): 1983, 2009, 2010, 2011, 2012
- Német Kupa-győztes (férfiak): 1995

## Főbb sikerei a válogatottal
- Olimpiai ezüstérmes (2000)
- Olimpiai negyedik helyezett (1988)
- Olimpiai ötödik helyezett (2004)
- Világbajnoki ezüstérmes (1986, 2003)
- Világbajnoki ötödik helyezett (1999)
- Világbajnoki hatodik helyezett (2001)
- Európa-bajnok (2000)
- Európa-bajnoki bronzérmes (1998)
- Európa-bajnoki ötödik helyezett (2002)
- Olimpiai negyedik helyezett (2012)

## Díjai, elismerései
- Magyar Ifjúsági Díj (1986)
- mesteredző (1986)
- Magyar Köztársasági Arany Érdemkereszt (2000)
- Az év edzője (3. díj) (2000)
- Az év edzője (3. díj) (2001)
- Európai mesteredző (2001)
- az Európai Kézilabda Szövetség (EHF) életműdíja (2002)
- Kerezsi Endre-díj (2003)
- Az év magyar edzője (2009)
- Fair Play-díj a sportszerűség népszerűsítéséért (2011)[7]
- Papp László Budapest Sportdíj (2012)
- Az év magyar szövetségi kapitánya (2012)
- Bay Béla-díj (2013)
- A Magyar Érdemrend középkeresztje a csillaggal (2014)
- Török Bódog-életműdíj (2017)[8]
- Pro Comitatu Somogy-díj (2022)